# Edeltraut Töpfer
Edeltraut Töpfer (* 5. Dezember 1949 in Berlin) ist eine deutsche Juristin, ehemalige Richterin und Politikerin.

## Beruflicher Werdegang
Edeltraut Töpfer machte 1969 in Berlin Abitur. Nach dem Ersten Juristischen Staatsexamen 1975 in Berlin war sie dort bis 1978 Referendarin und zugleich Assistentin am Fachbereich Rechtswissenschaft der Freien Universität Berlin.
Nach dem Zweiten Juristischen Staatsexamen war sie von 1978 bis 1992 als Richterin in Berlin tätig. Von 1979 bis 1995 war Edeltraut Töpfer außerdem Lehrbeauftragte an der Fachhochschule für Verwaltung und Rechtspflege. Von 1992 bis 1996 wissenschaftliche Mitarbeiterin beim 5. Strafsenat des Bundesgerichtshofes. 1994 wurde sie zur Richterin am Kammergericht ernannt.
Von Juni 1995 bis Oktober 1998 war die Juristin Richterin am Berliner Verfassungsgerichtshof.

## Politisches Engagement
Sie trat 1992 in die CDU ein, wurde 1996 Landesvorsitzende der Frauen-Union Berlin und gleichzeitig auch Mitglied im Bundesvorstand der Frauen-Union und im Landesvorstand der CDU Berlin. Außerdem war sie seit 1996 Beauftragte der CDU Berlin für diplomatische Vertretungen und Landesvertretungen der Länder in Berlin.
Von 1998 bis 2005 war Edeltraut Töpfer Mitglied des Deutschen Bundestages. Sie hatte im Berliner Wahlkreis Lichtenberg kandidiert.

## Ämter und Mitgliedschaften
- Stellvertretende Vorsitzende des Hauptausschusses der Berliner Europa-Union und Mitglied im Landesvorstand[1]
- Mitglied in der Juristischen Gesellschaft zu Berlin
- Mitglied im Deutschen Juristinnenbund
- Mitglied im International Women’s Forum